# گردشگری در چین

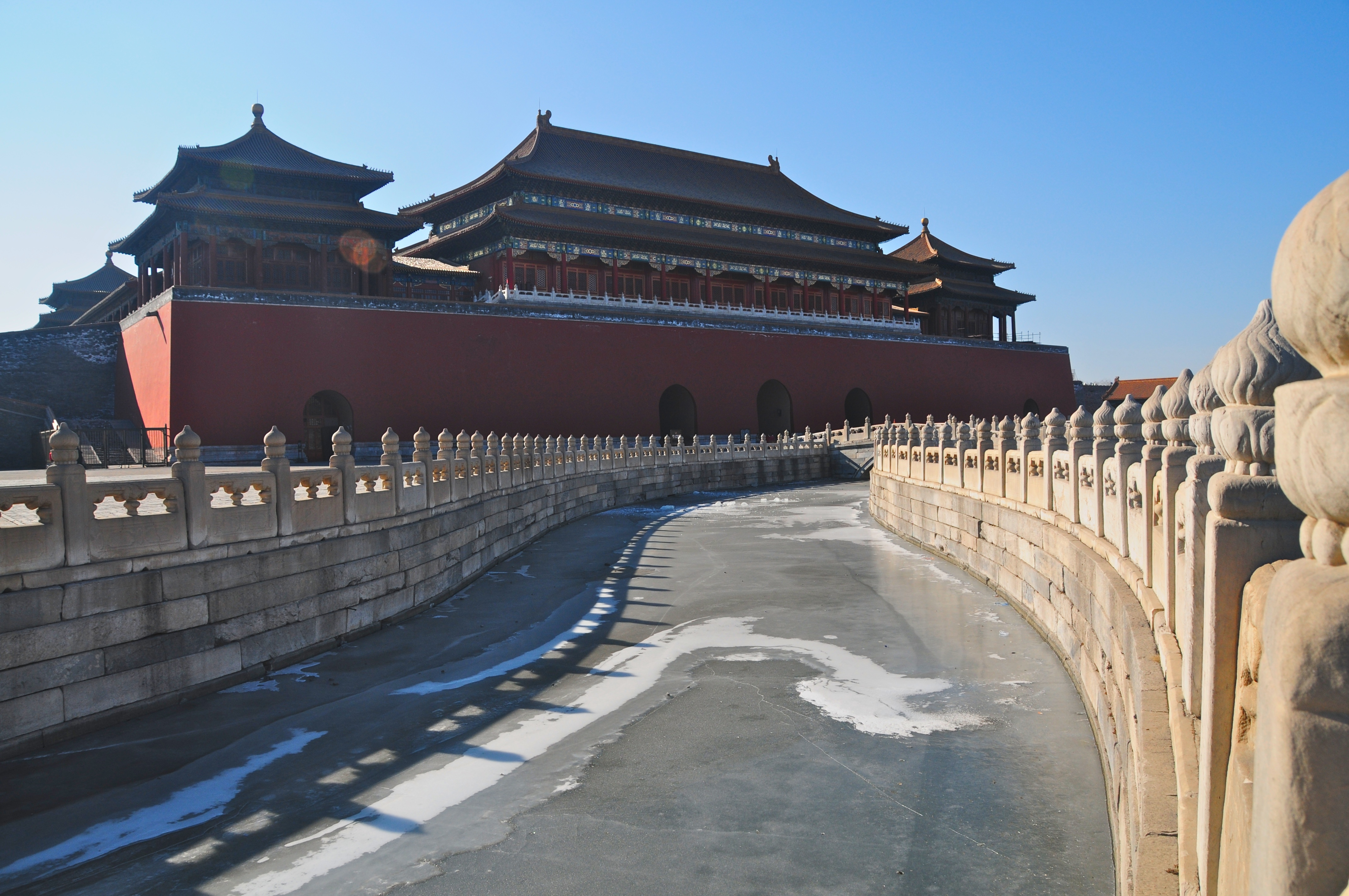
نمایی از درون شهر ممنوعه

گردشگری در چین پس از انجام اصلاحات و آزادسازی‌های اقتصادی در این کشور از رونق و گسترش فراوانی در چند دههٔ اخیر برخوردار شده‌است. ظهور یک طبقه متوسط  ثروتمند نوین و کاهش محدودیت‌های مربوط به سفر و تغییر مکان توسط مقامات چینی، هر دو به‌نوبهٔ خود به افزایش مسافرت‌ها در این کشور انجامیده به‌نحوی که امروزه کشور چین به یکی از پربازدیدترین بازارهای گردشگری داخلی و خارجی تبدیل شده‌است.
چین در سال ۲۰۱۱ سومین کشور پربازدید جهان بوده و شمار گردشگران خارجی‌ای که به این کشور مسافرت کرده‌اند در سال ۲۰۱۰ برابر با ۵۵٬۹۸ میلیون نفر بوده‌است. این سفرها درآمد ارزی ۴۵٬۸ میلیارد دلاری و چهارمین جایگاه جهان از نظر میزان درآمدهای ارزی را برای این کشور در سال ۲۰۱۰ به‌همراه داشته‌است. از سوی دیگر مجموعاً  ۱٬۶۱ میلیارد سفر داخلی نیز در چین انجام گرفته که  درآمدی ۷۷۷٬۱ میلیارد یوانی را برای آن رقم زده‌است. همچنین درآمدهای چین از صنعت توریسم در سال ۲۰۰۹ به ۱۸۵ میلیارد دلار رسیده بود.
بنا بر برآوردهای سازمان تجارت جهانی، چین در سال ۲۰۲۰ به بزرگترین کشور توریستی جهان و چهارمین کشور از نظر سفرهای خارجی بدل خواهد شد.

## تاریخچه
مرزهای جمهوری خلق چین در فاصلهٔ سال‌های ۱۹۴۹ تا ۱۹۷۴ بر روی همه به‌استثنای مسافران انتخابی خارجی  بسته‌بود. در اواخر دههٔ ۱۹۷۰ که دنگ شیائوپینگ برای کسب ارز خارجی تصمیم به تشویق صنعت توریسم در این کشور گرفت، چین شروع به تقویت صنعت گردشگری خود نمود. برنامه‌های مهم ساخت هتل تا حد بسیاری به افزایش تعداد هتل‌ها و مسافرخانه‌ها در این کشور انجامید چنانچه تعداد هتل‌های توریستی از ۵٬۷۸۲ عدد در سال ۱۹۹۸ به ۸٬۸۸۰ هتل در سال ۲۰۰۲ و ۹٬۷۵۱ هتل در سال ۲۰۰۳ افزایش یافت. مناطق تاریخی و خوش‌منظرهٔ بسیاری بازسازی و بر روی گردشگران گشوده شد و راهنمایان حرفه‌ای و پرسنل خدمات دیگر تربیت‌شدند.
گسترش حمل‌ونقل هوایی داخلی و خارجی و دیگر امکانات جابجایی گردشگران سبب راحتترشدن سفرها گردید. بیش از ۲۵۰ شهر و استان  تا اواسط دههٔ ۱۹۸۰بر روی بازدیدکنندگان خارجی گشوده‌شد و مسافران با داشتن فقط ویزا یا اجازه اقامت معتبر می‌توانستند از ۱۰۰ جای مختلف بازدید نمایند، اما برای دیدن دیگر جاهای باقی‌مانده نیاز به داشتن اجازه سفری داشتند که از سوی دایره امنیت عمومی   صادر می‌شد.  در سال ۱۹۷۸ که هنوز محدودیت‌های شدیدی برای ورود به چین وجود داشت تنها ۲۳۰ هزار گردشگر خارجی مورد تأیید مقامات از این کشور بازدید کردند اما این تعداد در سال ۱۹۸۵ به حدود  ۱٬۴ میلیون خارجی افزایش یافت و تقریباً ۱٬۳ میلیارد دلار از این راه عاید کشور شد. پس از آن شمار توریست‌های خارجی هر ساله رو به افزایش گذاشته و بازدید ۴۹٬۶ میلیون گردشگر در سال ۲۰۰۶ از چین آن را به چهارمین کشور پربازدید جهان بدل‌ساخت. این تعداد در سال ۲۰۰۷ نیز افزایش یافته و به ۵۴٬۷ میلیون نفر رسید.
از سوی دیگر انجام سفرهای داخلی در چین در سال‌های اخیر به دلیل برداشته‌شدن محدودیت‌های مسافرت، سرمایه‌گذاری کلان در امکانات حمل‌ونقلی همچون جاده‌ها، راه‌آهن و هواپیمایی و رشد سریع درآمدها آسان‌تر شده‌است. این موضوع سبب شد تا شمار گردشگران داخلی از ۶۹۵ میلیون نفر در ۱۹۹۸ به ۸۷۸ میلیون نفر در سال ۲۰۰۲ افزایش یابد.

## زبان
بسیاری از چینی‌ها علی‌رغم عمومیت‌یافتن زبان انگلیسی در کشورشان هنوز آن را نمی‌فهمند، با این‌حال بسیاری از مردمی که در نزدیکی یا در نواحی شهری زندگی می‌کنند، به‌واسطهٔ سیستم آموزشی این کشور، قادر به خواندن ونوشتن آن هستند.
چینی ماندارین فراگیرترین فرم از زبان چینی در جمهوری خلق چین است و بسیاری گونه‌های دیگر مانند کانتونی و شانگهایی نیز ده‌ها میلیون متکلم دارد.

## شهرها
پایتخت‌های قدیمی قابل توجه
- پکن
- شیان
- نانجینگ
- لویانگ

- هانگجو
- جنگجو
- آنیانگ
- کایفنگ

شهرها و شهرک‌های تاریخی مشهور
- چنگدو
- چونگ‌چینگ
- دالی
- فنگ‌هوانگ
- گوانگجو
- هانچنگ
- هوای‌آن
- خوانگ‌لونگشی
- جیان‌شوئی
- جینان
- جینگزیگوان
- لی‌جیانگ
- لی‌جوانگ
- لوجی
- ماکائو
- نانشون

- پینگ‌یائو
- چوفو
- شانگهای و جوجیاجیائو
- شن‌یانگ
- سوجو
- تیانجین
- تونگلی
- ووهان
- وویوآن
- ووجن
- شیتانگ
- یانگجو
- جنگدینگ
- جنجیانگ
- جوجوانگ

## اماکن معروف
دیوار بزرگ چین محبوبترین جاذبهٔ گردشگری این کشور است و علاوه بر آن، شهر ممنوعه، مرکز قدرت امپراتوری چین در پکن و لشکر سفالین آرامگاه چین شی هوان، بنیان‌گذار دودمان چین در شی‌آن از دیگر جاهای مورد توجه گردشگران هستند.
| نام                                          | مکان               | نگاره |
| -------------------------------------------- | ------------------ | ----- |
| دیوار بزرگ چین                               |                    |       |
| شهر ممنوعه                                   | پکن                |       |
| لشکر سفالین                                  | شی‌آن               |       |
| معبد و آرامگاه کونفوسیوس                     | چوفو               |       |
| باند                                         | شانگهای            |       |
| سنگ‌نگاره‌های دازو                             | دازو               |       |
| آبراه بزرگ چین                               |                    |       |
| معبد معلق                                    | هنگ‌شان، شانشی      |       |
| غارهای یونگانگ                               | داتونگ، شانشی      |       |
| دره جیوژایگو                                 | سیچوان             |       |
| بودای بزرگ لشان                              | لشان، سیچوان       |       |
| رود لی                                       | گوانگ‌شی            |       |
| غارهای بودایی لونگ‌من                         | لویانگ             |       |
| غارهای موگائو                                | دون‌هوانگ، گانسو    |       |
| جشنواره بین‌المللی تندیس‌های برفی و یخی هاربین | هاربین             |       |
| کوهستان امی                                  | سیچوان             |       |
| هوانگ‌شان                                     | در جنوب آن‌هویی     |       |
| لوشان                                        | در شمال جیانگ‌شی    |       |
| جیوخواشان                                    | چین‌یانگ، آن‌هویی    |       |
| کوه چینگ‌چنگ                                  | سیچوان             |       |
| تای‌شان                                       | تای‌آن، شاندونگ     |       |
| کوهستان وودانگ                               | در شمال غربی هوبئی |       |
| قصر پوتالا                                   | لهاسا، تبت         |       |
| معبد آسمان                                   | پکن                |       |
| کاخ تابستانی                                 | پکن                |       |
| جاده ابریشم                                  |                    |       |
| هوانگ هو                                     |                    |       |
| یانگ‌تسه کیانگ                                |                    |       |

## موارد گردشگری
موارد گردشگری در چین را می‌توان به سه گروه اصلی طبیعی، تاریخی و فرهنگی و آداب و رسوم مردم دسته‌بندی کرد.

### مکان‌های طبیعی

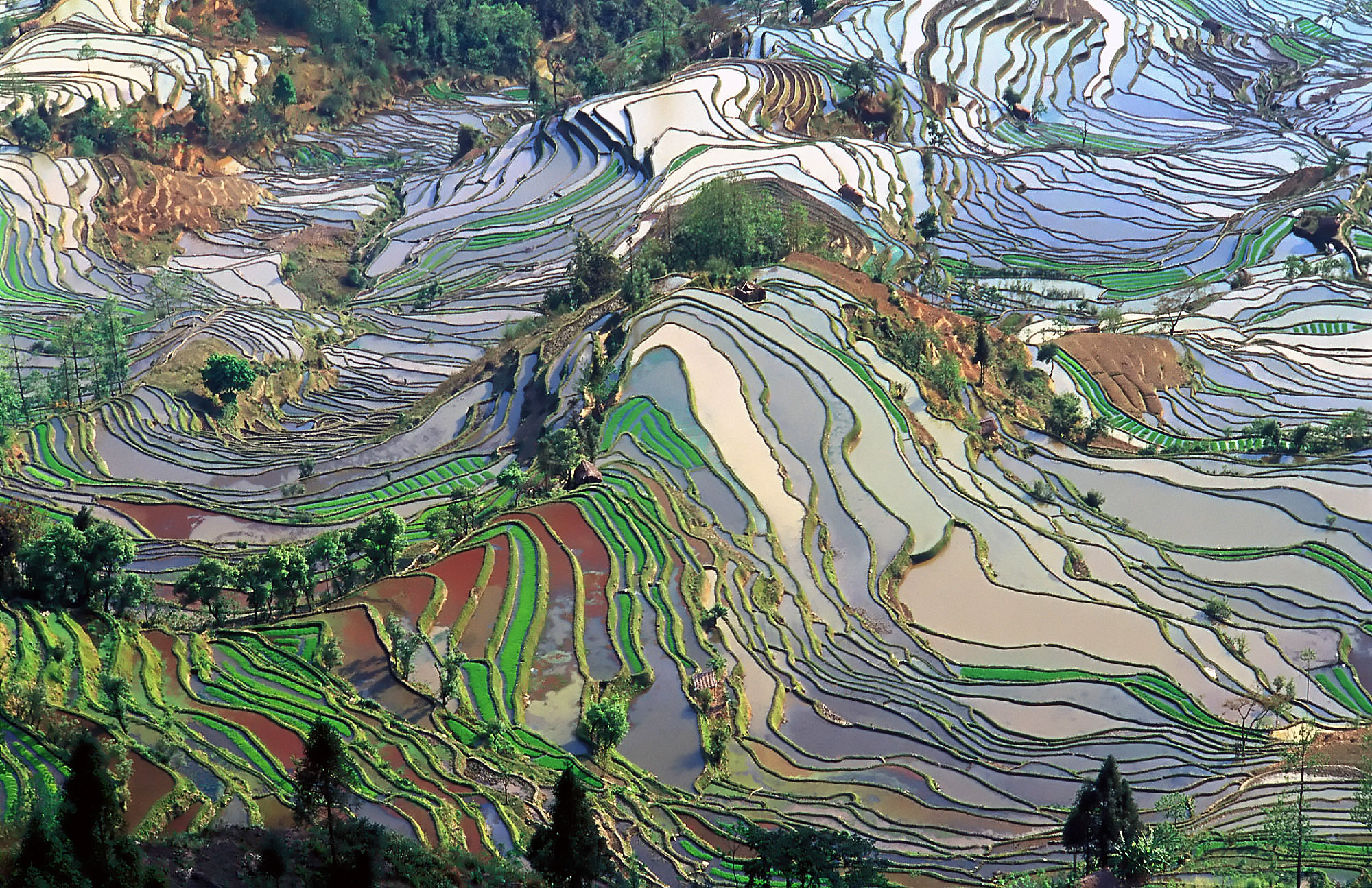
شالیزارهای مطبق یوانگ در یونان

کوه‌ها، دریاچه‌ها، دره‌ها، غارها و آبشارها:
کوه‌های تای‌شان در شرق، هنگ‌شان در جنوب، خواشان در غرب، هنگ‌شان در شمال و سونگ‌شان در مرکز چین به پنج کوه مقدس معروفند. کوه هوانگ‌شان در جنوب استان آن‌هوئی نیز به زیبایی شهره است و درختان کاج، صخره‌های غیر معمول، دریاهای ابر و چشمه‌های آب گرمش معروف می‌باشد.
درهٔ جیوجایگو، آبشار هوانگ‌گوشو و گوئیلین همگی در جنوب غربی چین واقعند. جیوجایگو در شمال استان سیچوان دره زیبایی به طول ۴۰ کیلومتر است که از میان کوه‌های پوشیده از برف، دریاچه‌ها، آبشارها و جنگل می‌گذرد. آبشار هوانگ‌هوشو در استان گوئیژو مجموعه‌ای از ۲۲ آبشار است که ۱۸ تایشان در بالای زمین و ۴تایشان در پایین قرار داشته و صدایشان از ۵ کیلومتری نیز شنیده می‌شود. رود لیجیانگ در منطقهٔ خودمختار گوانگشی جوانگ به طول ۸۲ کیلومتر بین گوئیلین و یانگشو در جریان است.
در فلات شمالی چین، دریاچه‌های تماشایی بسیاری وجود دارد. دریاچهٔ کوهستانی تیانچی موسوم به آبگیر آسمانی در کوهستان تیانشان در منطقهٔ خودمختار سین‌کیانگ در ۱٬۹۸۰ متری از سطح دریا قرار دارد و ژرفایش به ۱۰۵ متر می‌رسد. آب آن زلال بوده و کوه‌های اطراف آن از چمنهای سبز و گل‌های رنگارنگ پوشیده شده‌است.
در امتداد سه تنگ معروف رود یانگ‌تسه (تنگ چوتانگ، تنگ وو و تنگ شیلینگ)، مکان‌های تاریخی و خوش‌منظرهٔ بسیاری قرار دارد. آب‌های اطراف این سه دره چنان شفاف است که می‌تواند کف رودخانه را دید. سد سه‌دره که در این مکان ساخته‌شده‌است بزرگترین نیروگاه برقابی در چین است.
پارک ملی جنگلی ژانگجیاجی، اولین پارک جنگلی ملی در چین است.

### مکان‌های فرهنگی و تاریخی
دیوار بزرگ، نماد چین، یکی از بهترین نمونه‌های مکان‌های تاریخی است که به یک جاذبهٔ توریستی مهم تبدیل شده‌است. این دیوار که بزرگترین پروژهٔ سازهٔ دفاعی در تاریخ تمدن بشری است به بیش از ۲۰۰۰ سال پیش و دوره‌های بهار و پاییز و ایالات متخاصم باز می‌گردد. امروزه بیش از ۱۰ بخش دیوار بزرگ بر روی گردشگران گشوده است که گذرگاه‌ها، دژهای کوچک و برج‌های نگهبانی را در بادالینگ پکن، لائولونگ‌لوی هبی و گذرگاه جیایوگوان در گانسو را شامل می‌شود.

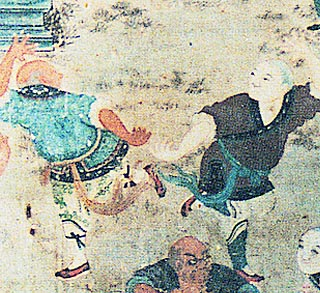
نقاشی دیواری هنرهای رزمی در معبد شائولین مربوط به سدهٔ نوزدهم

غارهای مملو از تندیس‌ها و دیوارنماهای ارزشمند در امتداد جادهٔ ابریشم در استان گانسو واقعند که شناخته‌شده‌ترین آن‌ها غار موگای یا غار هزار بوداست که با وجود ۴۹۲ غار دارای   بیش از ۲۱۰۰ تندیس رنگارنگ و ۴۵ هزار متر مربع نقاشی‌های دیواری، گنجینه‌ای از هنر شرق به‌شمار می‌رود. بودای بزرگ لشان در استان سیچوان به ارتفاع ۷۱ متر و عرض ۲۸ متر بر روی صخره‌ای کنده‌شده‌است. این بودا بزرگترین بودای نشستهٔ سنگی است که مهارت‌های حجاری هنرمندان عصر باستان را به‌نمایش می‌گذارد.
معبد شائولین در استان هنان، زادگاه ذن در بودیسم چینی و مشهور برای کونگ فوی شائولین است. قدمت این معبد به سال ۴۹۵ میلادی می‌رسد و در آن می‌توان ۵۰۰ نقاشی دیواری بودایی مربوط به دوران مینگ و نگارگری‌هایی در رابطه با کونگ فوی شائولین مربوط به دوران چینگ  را مشاهده نمود. کوهستان زیبای وودانگ با ۷۲ قله در استان هوبئی در مرکز چین واقع شده و مکانی مقدس در آئین تائوست. در اینجا یکی از کاملترین و بزرگترین آثار معماری تائویی باستان را می‌توان مشاهده نمود. کوه امئی در غرب استان سیچوان واقع است و معابد و سازه‌های کهن بودایی در آن به‌چشم می‌خورند. این کوه همچنین یکی از چهار کوه مقدس بودائیان است.
بیشتر ۱۰۱ شهری که در چین به‌عنوان شهرهای تاریخی و فرهنگی دسته‌بندی شده‌اند بیش از ۱۰۰۰ سال قدمت دارند. سوژو و هانگژو در جنوب رود یانگ‌تسه به‌عنوان «بهشت روی زمین» شناخته می‌شوند. پینگ‌یائو در مرکز استان شانشی یکی از شهرهای باستانی است که تا به‌امروز به‌خوبی نگهداری شده‌است. شهر باستانی لیجیانگ در استان یونان نیز نه‌تنها مرکز فرهنگ دونگبای قوم ناکهی است، بلکه میعادگاه فرهنگ‌های اقوام هان، تبتی و بای نیز می‌باشد. این شهر که در زمان دودمان سونگ ساخته شده دارای پل‌های سنگی، طاق‌های یادبود سنگی و خانه‌های مسکونی بسیاری است که از نظر معماری ارزشمند بوده و  از این نظر می‌توان لیجیانگ را «موزهٔ زندهٔ خانه‌های مسکونی باستانی» نامید.

### آداب و رسوم قومیت‌ها

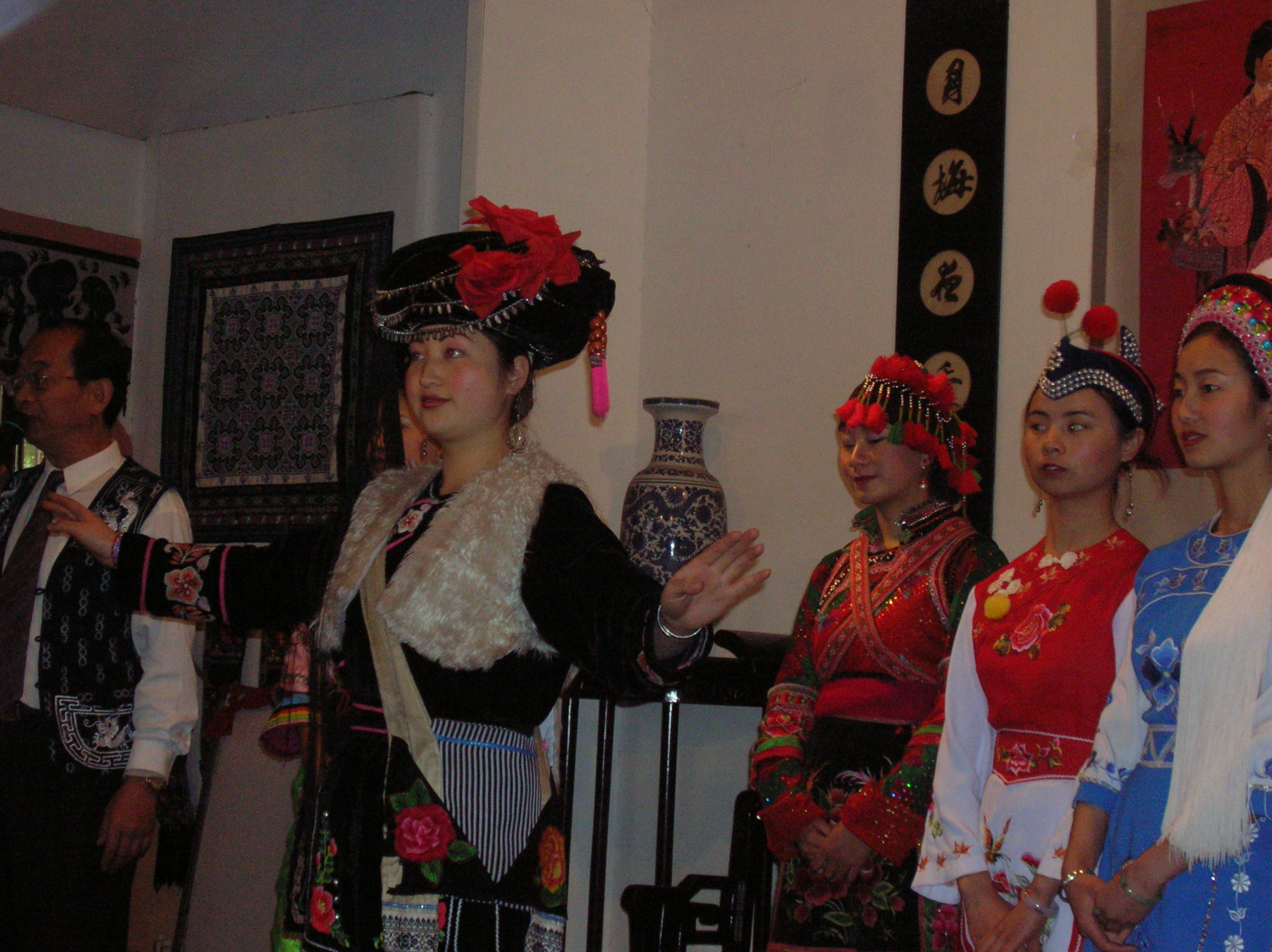
زنان قوم بای

بای‌ها در دالی در استان یونان برای گرامی‌داشت الههٔ بودایی رحمت که برای کمک به آنها، اهریمنی را سرکوب نمود هرساله طی جشنی به سوزاندن عود و پیشکش قربانی می‌پردازند. این مراسم همچنین به تجمع سالیانهٔ مهمی برای فعالیت‌های تجاری، فرهنگی و ورزشی قوم بای تبدیل شده‌است.
فستیوال آب‌پاشی قوم دای در شیشوانگ‌بانا در استان یونان، مناسبت شاد دیگری است که هرساله در فصل بهار برگزار می‌شود. در این مراسم مردم یکدیگر را دنبال کرده و به نشانهٔ بخت و اقبال و شادکامی بر روی هم آب می‌پاشند. از دیگر فعالیت‌های این جشن مسابقهٔ دراگون بوت و رقص طاووس است.
دریاچه لوگو واقع در بین استان‌های سیچوان و یونان امروزه به‌واسطهٔ ساخت بزرگراهی جدید که دسترسی به این منطقه را امکان‌پذیر ساخته به یکی از مقاصد گردشگری تبدیل شده‌است. جامعهٔ ۳۰ هزارنفری قوم موسو در این منطقه ساکنند. آن‌ها شیوه خاصی از پیونده زناشویی دارند که زن و شوهر با هم زندگی نمی‌کنند و جامعهٔ آنان به آخرین پادشاهی زنان در زمین معروف شده‌است.